# 圖倫男子

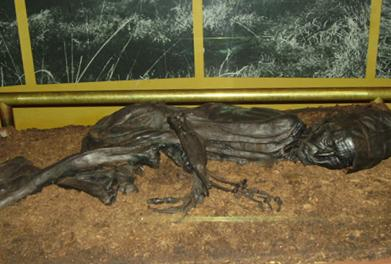
圖倫男子在錫爾克堡博物館裡展示著

圖倫男子（丹麥語：Tollundmanden）是一具在自然環境下形成的酸沼木乃伊。透過放射性碳定年法，推論出他生活於前4世紀，也就是斯堪地納維亞的前羅馬鐵器時代。1950年，他在丹麥錫爾克堡西方村莊的一處酸沼被發現，目前在當地的錫爾克堡博物館內展出。由於圖倫男子的身體與大部分的器官並沒有腐化消失，發現時一度被認為是最近凶殺案的受害者。圖倫男子發現之前的12年，相同的酸沼就發現一具自然環境中形成的木乃伊「艾琳女子」（Ellingpigen）。

## 參考文獻

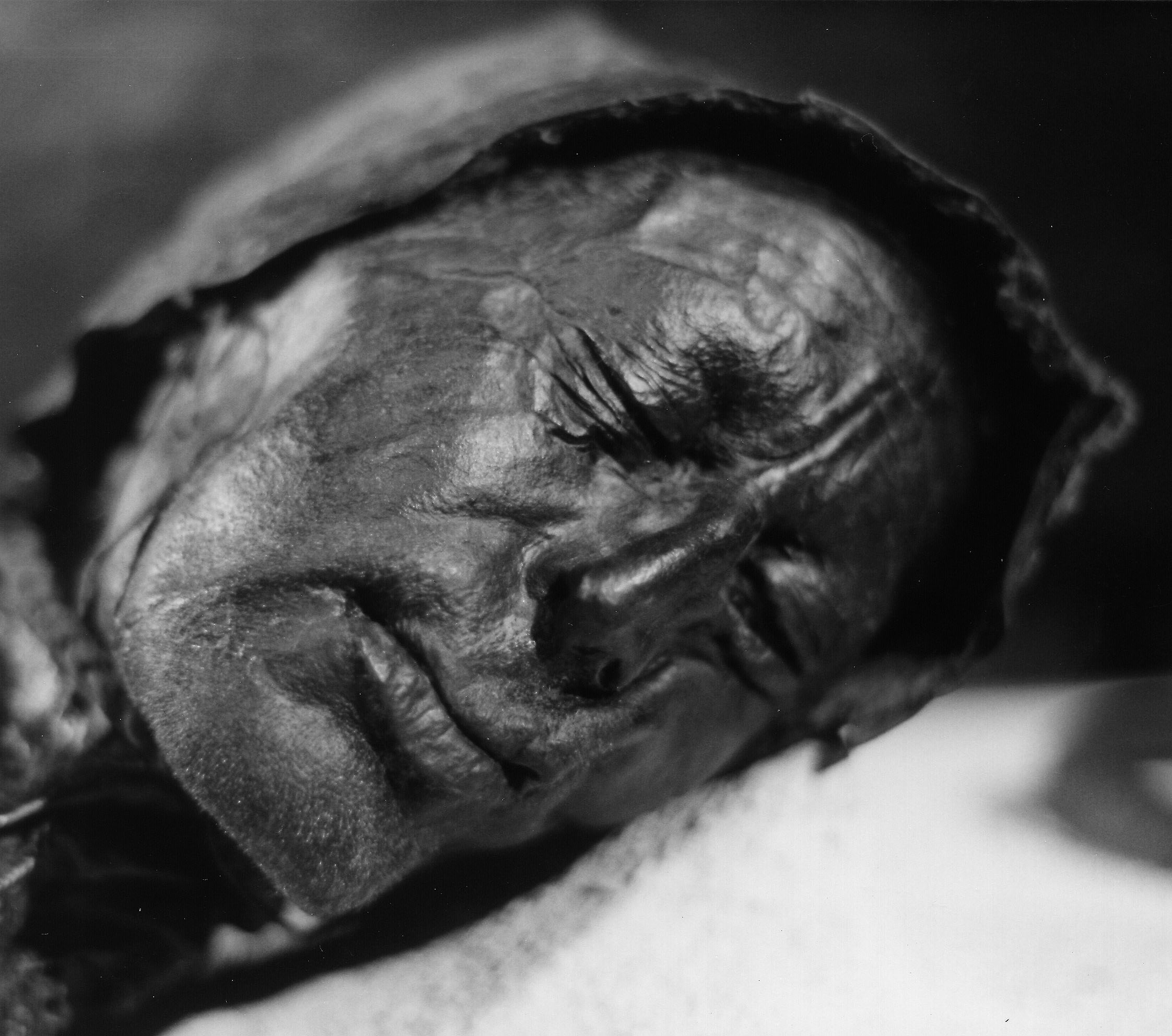
圖倫男子的頭部保存相當完好

## 延伸閱讀
- Coles, Byrony; John Coles. . London: Thames and Hudson. 1989.

## 外部連結
- （英文）圖倫男子 - 來自史前丹麥的臉孔 （页面存档备份，存于）

dewiki 56°9′52″N 9°23′34″E / 56.16444°N 9.39278°E